# Marie Walther
Marie Walther Bilski (Estados Unidos) é uma ex-ginasta, que competiu em provas de ginástica artística pelos Estados Unidos.
Bilski fez parte da equipe estadunidense que disputou os Jogos Pan-americanos de Winnipeg, em 1967. Na ocasião, conquistou a medalha de ouro por equipes, o tricampeonato da nação, ao superar as canadenses pela terceira vez consecutiva. No concurso geral, foi a medalhista de bronze, em prova vencida pela compatriota Linda Metheny, e, nos aparelhos, subiu ao pódio como terceira colocada na disputa do salto sobre o cavalo. Ao longo da carreira, compôs a seleção que disputou os Jogos Olímpicos de Tóquio em 1964. Aposentada, casou-se e teve dois filhos.